# 朽木順綱
朽木 順綱（くつき よしつな、1975年 - ）は、日本の建築意匠/建築史家、建築家。工学博士（京都大学）・一級建築士。京都工芸繊維大学大学院デザイン科学域建築学専攻教授・副専攻長。元大阪工業大学ロボティクス＆デザイン工学部空間デザイン学科准教授。日本建築学会次世代委員会委員・近畿支部建築論部会主査。元日本建築学会建築歴史/意匠委員会建築論/建築意匠小委員会幹事。
専門は建築意匠・建築史、生活空間デザイン、建築論（特に、オランダの建築家アルド・ファン・アイクのモダニズム建築思想・作品に関する研究）。

## 略歴
1997年京都大学工学部建築学科卒業。2000年京都大学大学院工学研究科生活空間学専攻修士課程修了。昭和設計で建築意匠に従事し、2006年京都大学大学院にて博士（工学）。京都大学助手・助教を経て、2012年大阪工業大学工学部に着任し、2017年ロボティクス＆デザイン工学部空間デザイン学科准教授。2024年京都工芸繊維大学大学院デザイン科学域建築学専攻教授・副専攻長。
主な所属学会は、日本建築学会、 日本デザイン学会、建築史学会など。
主な受賞は、日本建築学会奨励賞 (2007)、日本建築学会教育賞(教育貢献2022）（都市アーキビスト会議（IoUA)の企画・実践による建築教育の発展に貢献）。主な作品は、「岩戸山町の木造仮設休憩所」(2019)。
主な著書は、「日本の建築意匠」（共著、学芸出版社2016、学術書）「テキスト 建築の20世紀」（共著、学芸出版社2009、学術書）、「建築論事典」（共著、彰国社2008、学術書）、「建築を考えるときに大切な8つのこと」（訳書、丸善出版社2015、学術書）など。
指導する大阪工業大学空間デザイン学科の学生メンバーと共に、梅田・茶屋町一帯で開催された「チャリウッド2021」に出展し（テーマ：「茶屋町で見られる2025年 」）、同大学梅田キャンパス1階ギャラリーにおいて、バーチャル空間上に“未来の茶屋町“を再現し、ゲーム方式で市民が楽しめる交流空間を提供。また、担当する研究室は関西の建築系大学による合同建築設計演習会である「京都建築スクール」に参加している。
建築論の対外啓蒙活動として、文化庁主催「紙の上の建築 日本の建築ドローイング1970s – 1990s展」(2017) や建築史学会後援の京都大学総合博物館2021年度企画展「増田友也の建築世界 ─ アーカイブズにみる思索の軌跡」にゲストキュレーターとして参加している。